# Bee Wilson
Beatrice Dorothy "Bee" Wilson (née le 7 mars 1974) est une journaliste et historienne de la gastronomie britannique, autrice de cinq livres sur des sujets liés à l'alimentation. 

## Biographie
Wilson est la fille de l'écrivain AN Wilson (en) et de la linguiste Katherine Duncan-Jones (en). Elle étudie au Trinity College de Cambridge, où elle soutient son doctorat sur le socialisme utopique français précoce.  
Pendant cinq ans à partir de 1998, Wilson est critique gastronomique au magazine New Statesman, où elle écrit par exemple sur les repas scolaires.  
Après cela, Wilson tient une chronique culinaire pour le magazine Stella du Sunday Telegraph pendant douze ans.  Pour cette chronique, elle est nommée journaliste culinaire de l'année par la Guild of Food Writers en 2004, 2008 et 2009.  
Wilson écrit des critiques de livres et d'autres articles pour The Guardian, The Sunday Times et The Times Literary Supplement,. Elle écrit des articles de blogs pour The New Yorker,. Elle contribue à la London Review of Books sur des sujets tels que le cinéma, la biographie, l'histoire et la musique.  
En 2016, son livre First Bite: How We Learn to Eat remporte le Special Commendation Award aux Andre Simon Food and Drink Awards et le Food Book of the Year aux Fortnum and Mason Food and Drink Awards. Ce livre est décrit par le Financial Times traitant du « plaisir de manger et comment nous pouvons le retrouver ».  
Wilson est présidente de l'Oxford Symposium on Food and Cookery.  

## Accueil
Selon Jane Kramer, journaliste au New Yorker, « Bee Wilson se décrit comme une autrice culinaire. C'est la moitié de l'histoire », car ses livres traitent aussi des relations entre nourriture histoire, les idées et la vie humaine. Dans le New York Times, Dawn Drzal qualifie Wilson de « sympathique oracle culinaire ».

## Travaux
- The Hive: The Story of the Honeybee and Us, John Murray, 2004
- Swindled: From Poison Sweets to Counterfeit Coffee, John Murray et Princeton University Press, 2008
- Sandwich: A Global History, Reaktion Books, 2010
- Consider the Fork: A History of How We Cook and Eat, Basic Books, 2012[17]

- First Bite: How We Learn to Eat, Basic Books and Fourth Estate[18]

- The Way We Eat Now. Strategies for eating in a world of change, Harper Collins, 2019